# Noumea sudanica
Noumea sudanica is een extreem zeldzame zeenaaktslak die behoort tot de familie van de Chromodorididae. Deze soort is enkel bekend van 1 gevangen exemplaar uit de Rode Zee in 1985.
De slak is wit gekleurd, met een lichtbruine mantelrand. De kieuwen zijn wit en de rinoforen zijn kobaltblauw met fijne witte lijnen. Ze wordt, als ze volwassen is, zo'n 12 mm lang. Ze voeden zich met sponzen.